# Воле-Баранецька сільська громада
Воле-Баранецька сільська об'єднана територіальна громада — колишня об'єднана територіальна громада в Україні, в Самбірському районі Львівської області. Адміністративний центр — село Воля-Баранецька.
Площа громади — 69,4 км², населення — 5251 мешканець (2021).
Утворена 7 серпня 2015 року шляхом об'єднання Верховецької, Воле-Баранецької та Садковицької сільських рад Самбірського району.
Ліквідована 12 червня 2020 року шляхом включення до Бісковицької громади.

## Населені пункти
До складу громади входять 15 сіл (населення):
- Воля-Баранецька (641)
- Баранівці (678)
- Берестяни (699)
- Волиця (132)
- Копань (78)
- Красниця (98)
- Малі Баранівці (496)
- Міжгайці (222)
- Верхівці (1047)
- Рогізно (605)
- Садковичі (627)
- Вербівка (356)
- Владипіль (116)
- Колонія (17)
- Мала Вербівка (102)

## Керівництво ОТГ
Голова ОТГ Яремко Михайло, Рада складається з 22 депутатів, з них 21 -- позапартійний, один -- член НРУ

## Інфраструктура
На території ОТГ працює 5 ФАПів та Лікарська амбулаторія, 7 народних домів

## Освіта
На території Воле-Баранецької ОТГ працює 6 загальноосвітніх шкіл, зокрема Воле-Баранецька, Садковицька, Рогізненська, Берестянська школи І-ІІ ступеня, Верховецька школа та НВК І-ІІ ступеня, Вербівецька школа І ступеня, а також Баранівецький НВК.